# Communauté de communes du Teillon
La communauté de communes du Teillon est une ancienne communauté de communes française, située dans le département des Alpes-de-Haute-Provence en région Provence-Alpes-Côte d'Azur.

## Historique
Le premier projet de schéma départemental de coopération intercommunale des Alpes-de-Haute-Provence, présenté le 21 avril 2011, prévoyait une fusion avec les communautés de communes du Moyen Verdon et du Haut Verdon-Val d'Allos, afin « d'associer un territoire rural très étendu » et faiblement peuplé (à l'exception des communes de Saint-André-les-Alpes et de Castellane). Trois amendements ont été déposés : la communauté de communes du Teillon reste en l'état.
La loi no 2015-991 du 7 août 2015 portant nouvelle organisation territoriale de la République, dite « loi NOTRe », impose aux établissements publics de coopération intercommunale à fiscalité propre une population supérieure à 15 000 habitants, avec des dérogations, sans pour autant descendre en dessous de 5 000 habitants. La communauté de communes du Teillon comptait 464 habitants en 2012 ; elle ne peut pas se maintenir. Le SDCI, présenté le 12 octobre 2015, proposait la fusion avec quatre autres communautés de communes constituant le pôle du Verdon : Haut-Verdon Val d'Allos, Moyen Verdon, Pays d'Entrevaux et Terres de Lumière. Deux amendements ont été portés sur ce pôle à la suite de la réunion de la commission départementale de coopération intercommunale du 21 mars 2016 et rejetés : la sortie de la CC du Pays d'Entrevaux et le maintien de la CC du Moyen Verdon.

## Territoire communautaire

### Géographie
La communauté de communes du Teillon est située au sud-est du département des Alpes-de-Haute-Provence, dans l'arrondissement de Castellane.

### Composition
La communauté de communes contenait les communes de Demandolx, Peyroules et Soleilhas.

### Démographie
| 1968 | 1975 | 1982 | 1990 | 1999 | 2007 | 2012 |
| ---- | ---- | ---- | ---- | ---- | ---- | ---- |
| 258  | 225  | 248  | 297  | 325  | 460  | 464  |

## Administration

### Siège
Le siège de la communauté de communes est situé à la mairie de Demandolx.

### Les élus
La communauté de communes est gérée par un conseil communautaire composé de huit membres représentant chacune des communes membres.

### Présidence
En 2014, le conseil communautaire a élu son président, Ludovic Mangiapia, et désigné deux vice-présidents : Daniel Chabert et Vanessa Mayaffre-Sebastiani.

### Compétences
L'intercommunalité exerce des compétences qui lui sont déléguées par les communes membres :
- développement et aménagement économique : création/aménagement/entretien/gestion des zones d'activité, actions de développement économique ;
- aménagement de l'espace : schéma de cohérence territoriale, transport scolaire, organisation des transports non urbains ;
- environnement et cadre de vie : assainissement collectif, collecte et traitement des déchets ménagers et assimilés ;
- développement et aménagement social et culturel : construction ou aménagement/entretien/gestion d'équipements ou d'établissements culturels, socio-culturels, socio-éducatifs ou sportifs, établissements scolaires, activités culturelles et socio-culturelles ;
- création, aménagement et entretien de la voirie ;
- tourisme ;
- gestion d'un centre de secours.

### Régime fiscal et budget
La communauté de communes applique la fiscalité additionnelle.
- Total des produits de fonctionnement : 1 297 000 €uros, soit 2 724 €uros par habitant
- Total des ressources d’investissement : 1 043 000 €uros, soit 2 191 €uros par habitant
- Endettement : 0 €uros, soit 0 €uros par habitant[6].

### Sources
- SPLAF (Site sur la Population et les Limites Administratives de la France)
- Base nationale sur l'intercommunalité